# 第二次额勒贝格道尔吉内阁
第二次额勒贝格道尔吉内阁是2004年至2006年间蒙古国政府内阁。

## 沿革
2004年6月27日举行的国家大呼拉尔选举中，蒙古人民革命党获得76个席位中的36席，“祖国－民主联盟”获得34席。根据协商，新政府为联合政府，政府成员由上述两个党派按照1比1的比例构成，“祖国－民主联盟”提名的查希亚·额勒贝格道尔吉任总理。
2004年8月20日，国家大呼拉尔全体会议一致通过由“祖国－民主联盟”提名的前政府总理查希亚·额勒贝格道尔吉为新政府总理。
2004年9月28日，国家大呼拉尔全体会议通过了总理额勒贝格道尔吉提交的包括1位副总理、15位部长和1位办公厅主任在内的新政府成员名单，新一届政府成立。本届政府共设13个部，较上届政府增设了两个部。此外，本届政府还增设了1位副总理和2位不管部部长。副总理由上届政府的财政和经济部长楚勒特木·乌兰担任。

## 组成
2004年9月政府成立时，阁员如下（未注明者均为2004年9月任命）：
1. 总理：查希亚·额勒贝格道尔吉（联盟）（2004月8月8日任命）
2. 副总理：楚勒特木·乌兰（人革党）
3. 部长、政府办公厅主任：桑格扎布·巴亚尔朝格特（联盟）
4. 外交部部长：曾德·蒙赫奥尔吉勒（人革党）
5. 财政部部长：诺罗布·阿勒坦呼亚格（联盟）
6. 法律和内务部部长：曾德·尼亚木道尔吉（人革党）→松杜·巴特包勒德（人革党，2005年12月任命）
7. 自然环境部部长：乌拉木巴亚尔·巴尔斯包勒德（人革党）
8. 国防部部长：巴达尔奇·额尔登巴特（联盟）→策伦呼格·沙拉布道尔吉（人革党，2005年3月任命）
9. 建筑和城市建设部部长：尼亚木扎布·巴特巴亚尔（联盟）
10. 教育、文化和科学部部长：彭查格·查干（联盟）
11. 交通运输和旅游部部长：嘎瓦·巴特呼（联盟）
12. 燃料和动力部部长：图布登·奥其尔呼（人革党）
13. 工业贸易部部长：苏赫巴托尔·巴特包勒德（人革党）
14. 社会福利和劳动部部长：策维勒玛·巴亚尔赛汗（联盟）
15. 食品和农牧业部部长：登德布·特尔比希达格瓦（人革党）
16. 健康部部长：图格斯扎尔格勒·冈迪（女，人革党）
17. 部长、主管紧急状况（救灾）：乌赫那·呼日勒苏赫（人革党）
18. 部长、主管技术监督：依钦霍尔洛·额尔登巴特尔（联盟）